# Aeroportul Ammaroo
Aeroportul Ammaroo (IATA: AMX, ICAO: YAMM) este un aeroport din Teritoriul de Nord, Australia.
Situat la o altitudine de 397 m, aeroportul dispune de o singură pistă.